# Любов завинаги (албум)
Любов завинаги е първият студиен албум на българската поп и кънтри певица Росица Кирилова, записан на дългосвиреща плоча (каталожен номер: ВТА 11417) и аудиокасета (каталожен номер: ВТМС 7115) през 1984 г. и издаден от „Балкантон“. Записите са реализирани в „Балкантон“ и БНР – 2, 11. Албумът е издаден година след излизането на песента ѝ „Тишина“, която е издадена като самостоятелен сингъл, а впоследствие включена в този албум. С песента „Бялата река“ печели трета награда в радиоконкурса „Пролет-84“. С песента „Ако ми каже“ печели втора награда на фестивала „Златният Орфей“ през 1984 г.

## Технически екип
- Тонрежисьори: Васил Стефанов, Деян Тимнев, Кирил Иванов
- Тонинженери: Момчил Момчилов, Николай Христов
- Тоноператори: Александър Савелиев, Борис Чакъров
- Студиен монтаж: Любка Парушева